# 青森スプリング・スキーリゾート
青森スプリング・スキーリゾート（あおもりスプリングスキーリゾート）は、日本のスキー場。青森県西津軽郡鯵ヶ沢町に位置する。

## 概要
青森スプリング・スキーリゾートは、名峰岩木山の北斜面に広がるスキー場である。
かつては鯵ヶ沢スキー場として西武グループの運営スキー場であったが、2006年12月にシティグループへの売却が発表された。これによりシティグループの ウィンターガーデン・リゾーツの運営となり、2008/09シーズンよりナクア白神スキーリゾートに改称し、周辺のゴルフ場やホテル等と共に「ナクア白神ホテル&リゾート」として運営された。2010年6月にリゾートは韓国の投資会社KICCグループに売却され、運営会社として株式会社青森リゾートが設立された。青森リゾートはさらに2014年10月にシンガポールのリゾート開発会社であるパララックスキャピタルに売却された。パララックスキャピタルへの売却時点では名称変更は行われなかったが、その後、2015年12月からスキー場が青森スプリング・スキーリゾートに、ゴルフ場が「青森スプリング・ゴルフクラブ」に、ホテルが「ロックウッド・ホテル＆スパ」に、リゾートの総称が「青森スプリング」に、それぞれ名称変更された。
コースは緩斜面・中斜面を中心としており、初心者でも3,000mのロングランが可能で、一通りのゲレンデを楽しめる。標高921mのトップ部分へは鯵ヶ沢ゴンドラでアクセス可能。晴れの日には津軽平野や、遠く日本海まで眺望できる。コザックコースなど上級者向けのコースや、丁寧に作り込まれたテレインパークなど、すべてのスキーヤー・スノーボーダーが満足できるスキー場となっている。
通常のコースの他にもコース周辺に自己責任ゾーンとしてツリーランを楽しめる場所も用意されている。
広大な規模や充実した設備から青森県を代表するスキー場として知られ、安比高原やたざわ湖、雫石等と共に北東北を代表するスキー場の1つに数えられる。

## ゲレンデ

### リフト
- ゴンドラ (2,967m)
- クワッド１ (1,700m)
- クワッド２ (1,449m)
- ダイヤモンドペア (1,139m)
- アスペンペア (1,007m、イベント開催時のみ運行)

### コース
- パノラマコース (1,300m)   　　　   • ファミリーコネクター(500m)
- メイン・スカイライン (3,400m)　    • アスペン(1,100m)
- サンシャイン (2,000m)              • アスペンコネクター(1,800m)
- ファミリー (1,100m)                • パラダイス(1,800m)
- リンク (1,300m)                    • アッパーウェーブ(650m)
- スレンダーライン (1,300m)          • ロウワーウェーブ(450m)
- ツイスターコネクター (1,300m)      • ツイスター(700m)

- ダイアモンド (700m)                • スカイラインコネクター (400m)
- コルクスクリュー (700m)            • パイプドリーム (100m)
- ピストオフ (250m)                  • ドリームウォーカー (350m)

## 交通アクセス
- 道路
  - 弘前市方面より…青森県道3号弘前岳鰺ケ沢線・青森県道30号岩木山環状線。
  - 青森市方面より…国道7号・国道101号・青森県道39号長平町森田線。
- 鉄道およびバス
  - 弘前駅よりタクシーで40分。
  - 鰺ケ沢駅よりタクシーで20分か無料送迎バス。なお、無料送迎バス利用時は、宿泊日の2日前までに要予約。